# Rybno (powiat aleksandrowski)
Rybno – wieś w Polsce, położona w województwie kujawsko-pomorskim, w powiecie aleksandrowskim, w gminie Koneck, przy drodze wojewódzkiej nr 238.

## Podział administracyjny
W latach 1975–1998 miejscowość administracyjnie należała do województwa włocławskiego.